# 衛藤功二
衛藤 功二（えとう こうじ）は、日本のアニメーション美術監督である。アニメ制作会社ufotableに所属。

## 人物・経歴
兵庫県出身。ゲームが好きだったこともあり、ゲームに関わる仕事をするためにゲームアニメーションの背景美術を手掛けるスタジオ・スパローに入社した。成人するまでに絵を描いたことがほとんどなく、デッサンなどもしたことがなかったが、業界に入ったことをきっかけに絵を描くようになり、『トップをねらえ!』、『ふしぎの海のナディア』で知られる美術監督の菊池正典のもとでポスターカラーを使った手描きの背景美術を教わる。その後、2003年に背景美術専門の制作会社スタジオイースターに入社してアニメーション作品の背景美術を担当するようになる。
2005年に放送されたテレビアニメ『SPEED GRAPHER』にて初の美術監督を務める。その後も『俺の妹がこんなに可愛いわけがない』、『STEINS;GATE』、『PSYCHO-PASS サイコパス』などの作品で美術監督を務めた。
スタジオイースターが美術を担当していたufotable制作の劇場作品『劇場版 空の境界』にて、「美術を手伝ってほしい」と上司に言われたことをきっかけに『劇場版 空の境界 第二章 殺人考察（前）』に美術スタッフとして参加。『劇場版 空の境界』に参加した際には、当初、数カットを手伝うだけの予定であったが、その後、第五章にて50カット近い美術を担当することになる。さらに、本作での仕事を評価したスタジオイースター代表の東潤一から第六章の美術監督に推薦された。その後、第六章での仕事が評価され東とufotable代表取締役社長の近藤光が第七章にも衛藤を美術監督として採用した。
長年、スタジオイースターで活動していたが、『劇場版 空の境界』における経験やTVアニメ『Fate/stay night [Unlimited Blade Works]』の企画の際にufotableからスタジオ単位ではなく衛藤個人に依頼が来たことをきっかけに2013年にスタジオイースターで共に活動していた矢中勝と共にufotableの美術部に移籍した。移籍後はufotable作品の多くで美術監督を担当し、ufotable美術部チーフの海老沢一男と共に社内美術チームの育成も担当している。
ufotableではポスターカラーによる手描き背景を専門とする海老沢とは対照的に、デジタルペイントや3DCGによる背景美術の制作に力を入れている。当初はフォトリアルな美術を目指しており、カットによっては数日間をかけ、写真と見間違えるような写実的な背景を目指して描いていた。しかし、2014年制作の『Fate/stay night [Unlimited Blade Works]』以降はリアル志向ではあるものの、ディテールを減らして色彩を引き立てることにより、写真ではなく絵であることを意識した美術を目指して描くようになり、1カットの制作期間も1日未満に短縮している。この方針の変更は背景美術ではなく作画によるキャラクターを前面に押し出すために行われた。また、『Fate/stay night [Unlimited Blade Works]』で行われた背景美術と3DCGを組み合わせて制作された空の表現に影響されて、3DCGをufotableデジタル映像部から学ぶようになる。ここで得た経験から、背景美術と3DCGが融合したハイブリッドな画面作りに積極的となり、ufotable美術部内にCGにより制作される美術の監修・制作を行う「ufotable美術3Dチーム」を結成。以降、ufotable元請作品にて3DCGの背景が積極的に採用されるようになる。
2023年2月9日、東京アニメアワード2023の『個人賞 美術・色彩・映像部門』を受賞。

## 受賞歴
- 東京アニメアワード2023：個人賞　美術・色彩・映像部門[7]

## 作品リスト

### 美術監督作品

#### テレビアニメ
- SPEED GRAPHER（2005年）
- BLOOD+（2006年） - 美術監督（第26話 - 最終話）
- TOKYO TRIBE2（2006年 - 2007年）
- 俺の妹がこんなに可愛いわけがない（2010年、2011年、2012年）
- STEINS;GATE（2011年）
- Fate/Zero（2011年 - 2012年）
- PSYCHO-PASS サイコパス（2012年 - 2013年）
- バディ・コンプレックス（2014年）[注釈 1]
- キャプテン・アース（2014年）[注釈 2]
- バディ・コンプレックス完結編 -あの空に還る未来で-（2014年）[注釈 3]
- Fate/stay night [Unlimited Blade Works]（2014年 - 2015年）
- 活撃 刀剣乱舞（2017年）
- 鬼滅の刃
  - 竈門炭治郎 立志編（2019年） - コンセプトアート[注釈 4]、美術監督（1話、2話）、美術監修（11話、14話）
  - 無限列車編（2021年） - コンセプトアート[8]、美術監督（1話[9]、3話[10]、6話[11]）
  - 遊郭編（2021年 - 2022年） - 美術監督[12]
  - 刀の家事編（2023年） - 美術監督
  - 柱稽古編（2024年） - 美術監修

#### 劇場アニメ
- 劇場版 空の境界 第六章 忘却録音（2008年）
- 劇場版 空の境界 第七章 殺人考察（後）（2009年）
- ルー=ガルー（2010年）
- 劇場版 空の境界 未来福音（2013年）[注釈 5]
- 劇場版 Fate/stay night [Heaven's Feel] I. presage flower（2017年）
- 劇場版 Fate/stay night[Heaven's Feel] II. lost butterfly（2019年）
- 劇場版 Fate/stay night[Heaven's Feel]Ⅲ. spring song（2020年）
- 劇場版 鬼滅の刃 無限列車編（2020年） - コンセプトアート・美術監督[注釈 6]
- 劇場版 鬼滅の刃 無限城編 第一章（2025年） - 美術監督

#### ゲームアニメーション
- ゴッドイーター（2010年）
- ゴッドイーター バースト（2010年）
- ゴッドイーター2（2013年）
- Fate/hollow ataraxia（2014年）
- ゴッドイーター2 レイジバースト（2015年）[注釈 7]
- 月姫 -A piece of blue glass moon-（2021年） - 美術監督（シエルルート）、美術監修（アルクルート）
- テイルズ オブ アライズ（2021年）

#### その他アニメーション
- アニメ店長×東方Project（2010年）
- アニメ「鬼滅の刃」×「MLB Tokyo Series presented by Guggenheim」コラボレーションムービー（2025年） - 美術監督

### 参加作品

#### テレビアニメ
- ゲートキーパーズ（2000年） - 背景美術
- The Soul Taker 〜魂狩〜（2001年） - 背景美術
- ヴァンドレッド the second stage（2001年） - 背景美術
- サイキックアカデミー煌羅万象（2002年） - 背景美術
- 奇鋼仙女ロウラン（2003年） - 背景美術
- 藍より青し〜縁〜（2003年） - 背景美術
- 高橋留美子劇場 人魚の森（2003年） - 背景美術
- 真月譚 月姫（2003年） - 背景美術
- 光と水のダフネ（2004年） - 背景美術
- かいけつゾロリ（2004年） - 背景美術
- 名探偵コナン（2004年） - 背景美術
- KURAU Phantom Memory （2004年） - 背景美術
- 舞-乙HiME（2005年） - 背景美術
- アイドルマスター XENOGLOSSIA（2007年） - 背景美術
- ドラゴノーツ -ザ・レゾナンス-（2007年） - 背景美術
- Myself ; Yourself （2007年） - 背景美術
- ゴルゴ13（2008年） - 背景美術
- 屍姫 赫（2008年） - 背景美術
- おおかみかくし （2010年） - 背景美術
- Angel Beats!（2010年） - 背景美術
- AKB0048（2012年） - 背景美術
- テンカイナイト（2013年）
- GOD EATER（2015年） - 背景美術
- テイルズ オブ ゼスティリア ザ クロス（2016年 - 2017年） - 背景美術、3DCGI
- 鬼滅の刃 - 背景美術
- PSYCHO-PASS サイコパス 3（2019年） - 美術ボード（1話 - ）

#### 劇場アニメ
- ブレイブ・ストーリー（2006年） - 背景美術
- 宮本武蔵 -双剣に馳せる夢-（2009年） - 美術協力
- 劇場版 空の境界 第二章 殺人考察（前）（2007年） - 背景美術
- 劇場版 空の境界 第三章 痛覚残留（2008年） - 背景美術
- 劇場版 空の境界 第四章 伽藍の洞（2008年） - 背景美術
- 劇場版 空の境界 第五章 矛盾螺旋（2008年） - 背景美術
- 劇場版 空の境界 終章 空の境界（2010年） - 背景美術
- 劇場版 空の境界 未来福音 extra chorus（2013年） - 背景美術
- 劇場版 STEINS;GATE 負荷領域のデジャヴ（2013年） - 美術監修
- ファントム オブ キル -Zeroからの反逆-（2016年） - 背景協力

#### OVA
- 青の6号（1998年 - 2000年） - 背景美術
- ゲートキーパーズ21（2002年 - 2003年） - 背景美術
- 遙かなる時空の中で-紫陽花ゆめ語り-（2003年） - 背景美術
- 舞-乙HiME Zwei（2006年 - 2007年） - 背景美術

#### Webアニメ
- GOD EATER プロモーションアニメ（2009年） - 背景美術
- 衛宮さんちの今日のごはん（2018年） - 背景美術

### 美術集
- 劇場版 空の境界 美術集（2014年10月10日）
- Fate/stay night[Unlimited Blade Works]美術集（2015年12月1日）
- Fate/Zero 美術集（2016年1月29日）
- Return to AVALON -武内崇Fate ART WORKS-（2019年12月25日） - イギリス紀行 背景美術制作